# Malporus cinctus
Malporus cinctus är en skalbaggsart som först beskrevs av Thomas Say 1824.  Malporus cinctus ingår i släktet Malporus och familjen kvickbaggar. Inga underarter finns listade i Catalogue of Life.